# Yannis Fischer
Yannis Fischer (* 12. Februar 2002 in Singen (Hohentwiel), Baden-Württemberg) ist ein deutscher Behindertensportler der Startklasse F40, der sich auf das Kugelstoßen spezialisiert hat.

## Berufsweg
Fischer machte 2021 sein Abitur am Technischen Gymnasium in Singen, absolvierte von November 2021 bis August 2022 ein Freiwilliges Soziales Jahr am Olympiastützpunkt Stuttgart und studiert seit September 2022 Informatik an der HFT Stuttgart.

## Sportliche Karriere
Yannis Fischer spielte zunächst Fußball und gewann 2017 in Guelph (Kanada) bei den World Dwarf Games, den Weltspielen für kleinwüchsige Menschen, Gold mit der deutschen Mannschaft. Im Rahmen der Siegerehrung nahm er das Angebot an, sich in der Leichtathletik zu versuchen, und fand sofort Gefallen am Kugelstoßen. Bei einem Wettkampf wurde er schließlich auf Peter Salzer aufmerksam gemacht und fuhr seitdem zwei Mal die Woche zum Training die Strecke von Singen nach Stuttgart.
Mitte September 2020 übertraf Fischer beim ISTAF Berlin erstmals die 10-Meter-Marke und verbesserte mit 10,08 m auch den deutschen Rekord in seiner Klasse. Der Weltrekord lag bei 11,01 m.
Ende März 2021 siegte er mit 9,50 m beim WPA Grand Prix in Tunis, was ihm auch eine Chance auf die Paralympics später im Jahr in Tokio eröffnete. Anfang Juni holte Fischer mit Saisonbestleistung von 9,77 m Bronze bei den Europameisterschaften in Bydgoszcz. Ende Juni steigerte er in Leverkusen seine persönliche Bestleistung und mithin den deutschen Rekord auf 10,21 Meter.
Beim Vollmer-Cup in Biberach am 11. Juli 2022 steigerte Fischer seine persönliche Bestleistung und den deutschen Rekord auf 11,19 Meter, den er knapp ein Jahr später am 24. Juni 2023 bei den deutschen Para-Leichtathletik-Meisterschaften in Singen wieder um einen Zentimeter, auf 11,20 Meter, erhöhte.
Bei den Para-Leichtathletik-Weltmeisterschaften 2023 in Paris siegte Fischer mit neuem deutschen- und Meisterschaftsrekord von 11,43 m.
Fischer ist seit Januar 2020 im Bundeskader (NK1) und Mitglied im Team Deutschland Paralympic.

## Vereinszugehörigkeiten und Trainer
Yannis Fischer ist seit 2021 beim VfB Stuttgart. Zuvor war er beim Stadt-Turnverein Singen. Er wird wie Niko Kappel von Peter Salzer trainiert.

### Auszeichnungen (Auswahl)
- 2023: Parasportler des Jahres (Nachwuchspreis)[12]
- 2023: Sportler des Jahres der Stadt Stuttgart[13]